# DMT-1

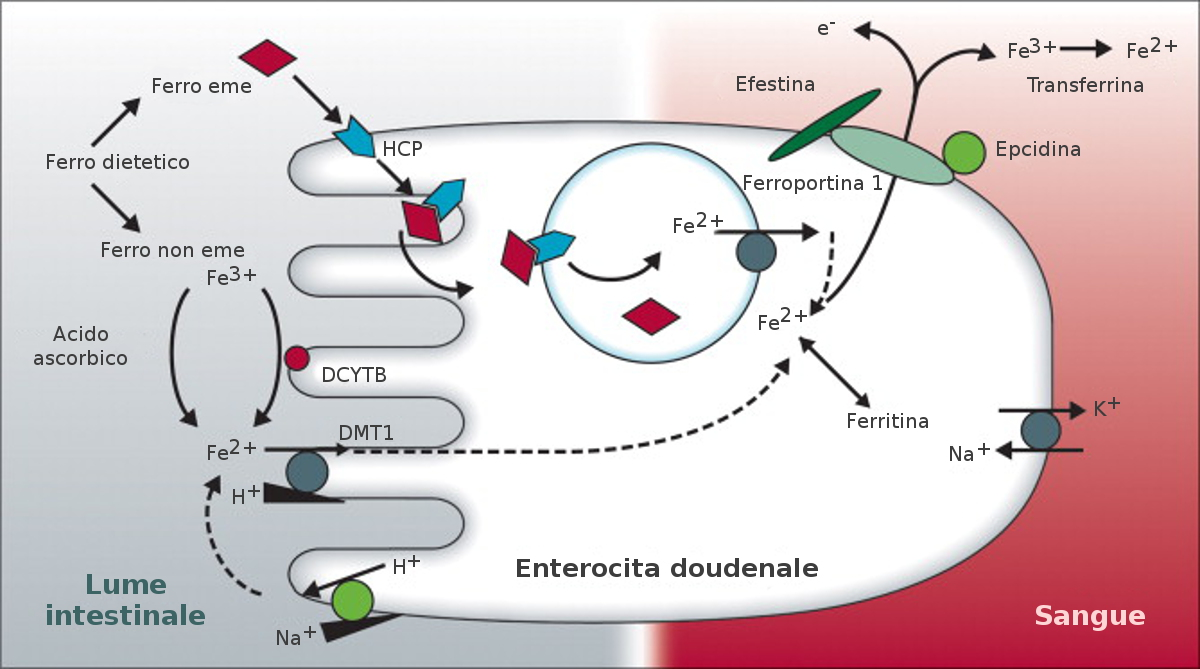
Metabolismo del Ferro

Il trasportatore dei metalli bivalenti 1 (DMT1) o divalent metal transporter 1, noto anche come proteina associata alla resistenza dei macrofagi 2 (NRAMP 2) naturale, e anche come cationi bivalenti transporter 1 (DCT1), è una proteina che nell'uomo è codificata dal gene SLC11A2.
Il DMT1 rappresenta una grande famiglia di trasportatori di metalli ortologhi altamente conservati dai batteri all'uomo.
Come suggerisce il nome, DMT1 lega una varietà di metalli bivalenti tra cui il cadmio (Cd ++ ) e il rame (Cu ++ ), esso è comunque meglio conosciuto per il suo ruolo nel trasporto degli ioni ferrosi ferro (Fe 2+ ); l'espressione del DMT-1 è regolata dai depositi di ferro dell'organismo, ciò per mantenere l'omeostasi del ferro.
Il DMT1 è importante anche per l'assorbimento e il trasporto di manganese (Mn 2+ ).